# Herb Kruszwicy
Herb Kruszwicy – jeden z symboli miasta Kruszwica i gminy Kruszwica w postaci herbu.

## Wygląd i symbolika
Herbem gminy jest wizerunek zielonego drzewa gruszy w srebrnym polu. Drzewo ma cztery korzenie oraz pięć konarów (na heraldycznie prawym konarze jest siedem liści, kolejno na trzech środkowych jest po pięć liści, i na heraldycznie lewym konarze – sześć). 
Drzewo gruszy ma symbolizować bogactwo.

## Historia

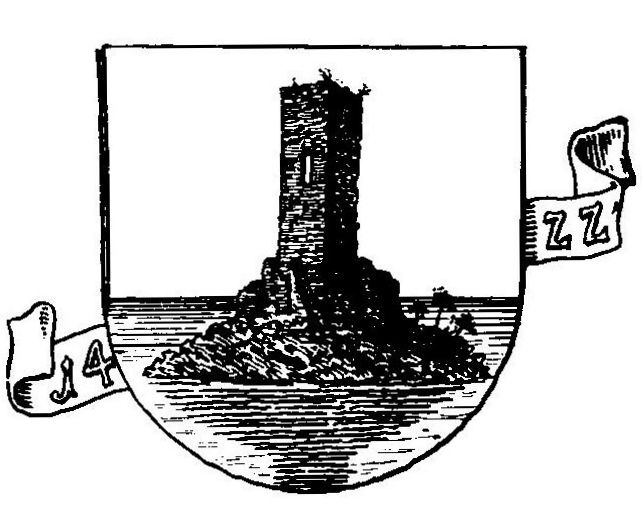
Herb Kruszwicy z 1866 wg F. A. Vossberga

Herb powstał prawdopodobnie w 1563 wieku w czasie największego rozkwitu miasta. W XV w., kiedy to włodarze Kruszwicy wybierali herb miasta, kujawskie solarstwo upadło na rzecz żup krakowskich. Być może właśnie, dlatego na tarczy herbowej umieszczono bardziej przystający do tych czasów staropolski symbol bogactwa – drzewo gruszy.
Decyzją Rady Miejskiej z kwietnia 1921 roku przyjęto wizerunek Herbu: Na czerwonej tarczy ruiny Mysiej Wieży pośród wody. W górnej części 2 pieczęcie – owoc i liść gruszy datami 1564 i 1582, a poniżej rok 1422 i rok 1919 – daty nadania praw miejskich i wyzwolenia Kruszwicy.
Herbem z wizerunkiem zielonego drzewa gruszy w srebrnym polu widnieje od 1945 roku.